# Møllebrug
Et møllebrug er en virksomhed, der driver en mølle med dertil hørende bygninger, jord og rettigheder. I litteraturen ses begrebet mølledrift anvendt synonymt med møllebrug, ligesom begge udtryk benyttes synonymt med mølleri. Et møllebrug beskæftigede sig oprindeligt med at male korn med en vandmølle eller en vindmølle som kraftkilde. Det udviklede sig dog efterhånden til store, blandede foretagender, som kunne omfatte landbrug, bageri og forskellige bierhverv.
Vindenergi har været udnyttet i Kina ca. 2000 år før Kristi fødsel, hvor vindkraften blev brugt til at pumpe vand til kunstvanding, mens vandenergi angiveligt er udnyttet i Grækenland i det tredje århundrede før Kristus. Beskrivelser af større vandmøller i form af bygningsværker findes hos Marcus Vitruvius Pollio (ca. 25 f.Kr.), mens større vindmøller er kendt fra 900-tallet e.Kr., hvor de især benyttedes i Iran og Afghanistan.
Længe før industrialiseringen havde sit gennembrud i England, havde mølleriet betydning for de tidlige industriforetagender. Bl.a. inden for våben- og klædeproduktion var mølleriet af væsentlig betydning. I Danmark fx Hammermøllen i Hellebæk og Krudtværket i Frederiksværk. De fleste møllerier er i dag industriforetagender. Fremvæksten af økologisk produktion betyder dog også, at nye, mindre virksomheder bliver etableret i branchen. En del af de hollandske vindmøller, der fungerer som museer, har i et begrænset omfang stadig mølleri.
I 1780’erne opbyggede Oliver Evans den første automatiserede kornmølle i New Castle County, Delaware, USA.
Efter industrialiseringens gennembrud supplerede mange virksomheder i denne branche hovederhvervet med andre indtægtskilder, fx bageri, bryggeri og salg af korn-og foderstoffer. Moderne møllebrug er overvejende fuldt mekaniserede industrielle virksomheder med mange ansatte og en del af disse anvender betegnelsen ’’brødfabrik’’ om virksomheden.

## Etymologi
Etymologisk betegnes erhverv, som er knyttet til udnyttelse af naturkræfterne, især i ældre tekster, med efterstavelsen -brug, fx landbrug, skovbrug og dambrug; mens efterstavelsen –ri snarere er knyttet til forarbejdnings – og butikserhvervene, fx snedkeri og bageri. Dette kan understøtte en hypotese om, at møllebrug er det mest relevante udtryk om virksomheden som helhed, mens mølleri er det mest relevante udtryk for virksomhedens bygninger og indretningen af disse.

## Tidlig historie

### Antikken
Med udviklingen af møllestenen var første skridt til møllebruget taget.
De første kendte vindmøller blev anvendt i Kina for 4000 år siden, og blev brugt til at pumpe vand til kunstige vandingssystemer. I Hellas anvendte man vindmøller for næsten 2000 år siden. Vindmøller vides at have eksisteret fra det 7. århundrede på højdedrag i Iran og Afghanistan, hvor de blev opstillet, hvor vinden normalt kun blæste fra én retning, og de kunne ikke dreje vandret.
Fra den antikke litteratur kendes flere beskrivelser af større anlæg med møllebrug. Fra ca. år 25 f. kr. findes en tegning og en teknisk beskrivelse af en romersk vandmølle, udarbejdet af Marcus Vitruvius Pollio, og allerede i 1. århundrede evt. byggede romerne ved Barbegal i det sydlige Frankrig den “største kendte koncentration af maskinel kraft, som den antikke verden frembragte”. Her drev 16 vandhjul et tilsvarende antal møller til formaling af mel.
I det følgende århundrede udvikledes der savmøller, og romerne anlagde en række møllebrug såvel i Rom som i de romerske provinser. Selv om der kun er arkæologiske vidnesbyrd om nogle få dusin møllebrug fra det antikke Rom, vidner akvædukterne om eksistensen af talrige virksomheder, der udnyttede vandkraften. I kejser Trajans regeringstid blev der opført et vandmølleanlæg ved Janiculum i Rom, som udnyttede vandkraften fra akvædukten Aqua Trajana. Efter Romerrigets opløsning spredtes kendskabet til møllebrug især af munkeordenerne til det øvrige Europa. F.eks. er der dokumentation for møllebrug i Irland ca. år 700 og omtrent samtidig spredtes de til Germanien, dvs. det nuværende Tyskland.
- Model baseret på den mølletype, som Vitruvius Pollo beskrev ca. 25. f. kr.
- Underfaldshjul på vandmølle, benyttet til vandmølledrift siden 1. århundrede f.Kr.
- Overfaldshjul på vandmølle, en mere effektiv hjultype, udviklet til vandmølledrift

Muslimske ingeniører overtog vandmøllernes teknologi fra det Byzantinske Rige, hvor de fra det 8. århundrede blev anvendt i store møllebrug til varierede formål, f.eks.
- Kornmøller
- Melmøller
- Grynmøller
- Valsemøller
- Papirmøller
- Stampemøller.[10]

De største af disse brug var med deres i samtiden avancerede teknologi og karakter af stordrift forløbere for de virksomheder, som langt senere blev betegnet som industrielle virksomheder. I det 11. århundrede var sådanne industrilignede brug spredt over hele den muslimske del af verden.

### Middelalderen
Møllebrugene har tidligt i historien været underlagt forskellige former for kontrol og registrering blandt fyrster, konger og kejsere. Allerede i 762 omtaler engelske annaler bøndernes pligt til at søge mølle. I 1086 registrerede man ifølge Wilhelm Erobrerens Domesday Book 5624 vandmøller i England. Nogle forskere peger på, at reguleringen af møllebrugene var knyttet til regaleretten, dvs. kongen eller kejserens ret til at fastlægge told og markedsvilkår over offentlige veje, broer, havne og vandløb. Frederik Barbarossa fik fastslået regaleretten i 1158 af en rigsdag i Roncalia i det nordlige Italien. På baggrund af denne ret udvikledes efterhånden mølletvang i store dele af Europa.   Møllebrugene var typisk drevet på grundlag af fæstebreve. Selv om møllerne juridisk var sidestillede med fæstebønder, var de bedre stillede økonomisk end de fleste fæstere. Derfor blev de ofte fremstillet som griske i smædeskrifter og skillingeviser.
Fra tidlig middelalder til slutningen af 1800-tallet var mølleriet en væsentlig faktor i forarbejdningen af vegetabilsk landbrugsproduktion. En række opfindelser i denne periode betød, at der løbende kunne produceres hurtigere og med stadig bedre forædling af produkterne.
Teknologisk udvikledes vandmøllerne med vertikalhjulet, der var noget mere effektivt end det hidtil anvendte horisontalhjul. Overfaldshjulet, der blev anvendt i Tyskland fra ca. 1350 muliggjorde en forøgelse af kapaciteten og understøttede tendensen til en begyndende industrialisering af møllebrugene, som indtil dampmaskinen blev opfundet var den væsentligste drivkraft til maskinelle formål. Virkningsgraden af et overfaldshjul var 60-80%, mens forgængeren underfaldshjulet blot havde en virkningsgrad på 20-30 %. Vindmølleriet udvikledes, da stubmøllerne, hvor hele møllen skal drejes efter vindens retning, blev afløst af den hollandske mølle, hvor det kun er toppen, der drejer op i vinden.

### De danske møllebrug i middelalderen
På baggrund af de få skriftlige kilder antages det, at møllebrugene kom til Danmark i første halvdel af 1100-tallet. Erik Ejegod havde ca. år 1100 tilkaldt tolv munke fra Benediktinerordenen i England. Deres opgave var at overvåge Sankt Knuds helgengrav i Odense Domkirke. Disse munke har formentlig anlagt Drabæks Mølle ved Ribe, ligesom der er sikre vidnesbyrd om, at de i 1135 fik kongeligt privilegium til at bygge Munke Mølle i Odense. 
Et af de første benediktinerklostre i Danmark blev anlagt ved Voer. Munkene gravede en kanal herfra til Gudenåen og kunne udnytte vandkraften til at drive en kornmølle.
Møllebrugene kunne tidligt i middelalderen frit udøve mølleriet, hvis det ikke var til gene for omgivelserne. Erhvervet var en udmærket forretning, og kronen, adelen og de katolske bisper tog initiativet til opførelsen og driften af de fleste.
Den første kendte beskatning af møllebrug i Danmark fandt sted i 1231, hvor Valdemar Sejr indførte skat på melproduktion. I jyske lov fra 1241 blev der indført enkelte begrænsninger på adgangen til at opføre møller:
”En Mand maa ikke opføre Mølle fra ny, medmindre han har Dæmning og Dæmningssted, saaledes at der ikke sker Oversvømmelse paa en anden Mands Ager eller Eng, eller man ved Opstemning af Vandet ødelægger de gamle Møller, der er Møller fra Arilds Tid. Synsmand (skal) udmeldes for at undersøge, om den bevirker Oversvømmelse paa sin egen eller paa andre Mænds Grund, for ingen maa fremkalde Oversvømmelse paa anden Mands Jord uden hans Vilje og heller ikke grave eller bygge Hus paa den.”
Citatet fra loven viser, at man allerede i det trettende århundrede var opmærksom på, at opstemning af vand i forbindelse med driften af vandmøller kunne føre til oversvømmelser, Møllerne betød på den anden side et væsentlig teknologisk fremskridt, og i 1356 udstedte Valdemar Atterdag en forordning, som krævede en ”nyttegørelse” af vandløbene til mølledrift. Der findes nogle få bevarede bygningsdele tilbage til 1400 tallet, fx i Brundlund Mølle, men den bedste mulighed for at følge møllebrugenes udvikling er dels klostrenes annaler, dels fæstebrevene, som viser, hvor der opførtes vandmøller under godserne eller kronen. Af klostrenes annaler fremgår bl.a., at to møller under herregården Rydhave ved Holstebro, tilfalder Ribe bispestol i 1418.
Ca. 1430 blev det almindeligt med opdæmninger i Danmark. Opdæmningerne muliggjorde udnyttelsen af brystfaldshjulet. 

## Efter reformationen
Vandmøllerne blev både i Europa og USA udbygget til store møllebrug med mange sluser, der kontrollerede komplicerede industrielt prægede processer, og ofte var der tilknyttet mange forskellige typer produktion. Også vindmøllerne fik stor udbredelse i Europa, og mange indgik i store møllebrug. Da møllebrugene havde størst udbredelse i slutningen af 1800-tallet, var der ca. 200.000 i Europa, hvoraf de fleste var vindmøller af den hollandske type. 

### De danske møllebrug efter reformationen
Fra reformationen i 1536, hvor bispegodset i Danmark blev inddraget under krongodset, er det muligt at følge de overdragne vandmøllers historie i optegnelserne over ”Kronens skøder”. Det ses blandt andet heraf, at møllerne blev udvidet med flere og større hjul, som krævede større vandtilstrømning og derfor ofte medførte oversvømmelser af de omkringliggende jorde. Dette førte til mange lokale stridigheder. Fx satte Øvre Mølle ved Værebro å jævnligt et lavt område fra Stenløse næsten til Veksø under vand. Efter protester fra lokale bønder blev den sat ud af drift omkring 1625 og først i.1638 kom den igen i funktion. Oversvømmelsesproblemet søgte man overalt i landet at løse ved at indføre tidsbegrænsning i møllernes driftsperiode, det såkaldte græsmølleri. Den typiske driftsperiode for en græsmølle var fra 28. september til 25. marts. Den teknologiske udvikling betød ligeledes, at overfaldshjulet blev grundlaget for udvidelsen af mange møllebrug i årtierne efter, at Tycho Brahe havde udviklet Danmarks første overfaldshjul på øen Hven i 1592.
Kongerne blev i stigende grad interesserede i mølledriften og benyttede den bl.a. i våbenproduktionen, som bl.a. fandt sted på Hammermøllen fra 1601. Hjortholm Mølle ved Fredriksdal, som efter reformationen blev lagt under krongodset, var fra ca. 1650 et større industrielt kompleks med både mølledrift, jernvarefremstilling og skov- og landbrug. Bl.a. producerede Hjortholm Mølle kobbertagpladerne til Frederik 3.s biblioteksbygning på Slotsholmen ( det nuværende Rigsarkivet)
Reglerne for kornmølleriet blev lagt i fastere rammer i løbet af 1600-tallet, hvor der i 1628 blev indført regler om, hvilke møller kronens bønder skulle benytte, når de skulle have kornet malet, den såkaldte mølletvang. For adelens fæstere var der ofte møllepligt, dvs. en i fæstebrevet nedskreven pligt til at benytte en bestemt mølle. I Slesvig-Holsten var mølletvangen derimod udstrakt til at omfatte alle bønder.
I sin store reces fra 1643 søgte Christian 4. at centralisere bestemmelserne, og med enevælden i 1660 blev møllebrugene som erhverv underkastet kongelig bevilling (møllerprivilegium). Først med Christian 5.’s Danske Lov blev de styret af en egentlig central lovgivning, der bl.a. fastlagde lovbestemmelser om opstemning af vand ved vandmøller og om retten til at drive møllevirksomhed. Græsmøllernes drift skulle ophøre 1. maj og kunne først påbegyndes igen efter høsten. Skvatmøllerne skulle med enkelte undtagelser helt afskaffes. Desuden indførte Christian 5. en generel bestemmelse om betaling for formaling af korn og mølleskyld, dvs. beskatning af møllebrugene. Mølleskyld var en skat til staten, og hvis mølleren ikke var i stand til at betale, påhvilede den herremanden.
Møllebrugene var således omfattet af mange regler, som blev nedfældet i forskellige lokalt og centralt udarbejdede regelsæt, fx lensregnskaber, tingbøger, skifteprotokoller, jordebøger og matrikulære arkivalier. Restriktionerne medførte en begrænsning i konkurrencen, hvilket medvirkede til, at de danske brug mistede terræn på de udenlandske markeder. Møllebrugene er på denne bagrund blevet betegnet som monopoler.

#### Plyndringer
Af annalerne fremgår det, at mange møllebrug i store dele af 1600-tallet ikke kunne betale mølleskylden på grund af krigene. I 1627 havde Wallensteins tropper således hærget flere møller og bl.a. Aller Mølle var stærkt beskadiget. Under svenskekrigene i slutningen af 1650’erne plyndrede svenskerne ligeledes, og bl.a. Børkop Vandmølle, Gammelby Mølle og Skårup Skovmølle blev afbrændt. Gammelvad Mølle ved kongeåen blev ødelagt af polske lejetropper.

#### Vindmøllernes fremgang
Stubmøllene kom til Danmark i 1200-tallet. Et dokument fra 1261 nævner en stubmølle i Fløng. Stubmøllerne var bygget af træ på en fod, så hele møllen skulle drejes efter vindens retning. De var oftest enkeltstående ’’kundemøller’’: bonden eller husmanden bragte selv kornet til møllen, hvor det blev formalet, mens han ventede.
Leonardo da Vinci havde allerede ca. år 1500 udarbejdet en skitse over en mølle med drejelig hat, men først ca. 1550 byggede hollænderen Leif J. Andries en mølle af denne type. I årene herefter opførtes en række hollandske møller, som stod på jorden, evt. på en kælder. I løbet af 1700-tallet udvikledes de teknologisk med bl.a. muret undermølle, vindrose og klapper på vingerne, og de var derfor langt mere effektive end deres forgængere.
I løbet af det 17. århundrede udviklede hollænderne en udgave af de hollandske vindmøller, som kunne drive en pumpe. Disse pumpemøller var væsentligt mere effektive end andre teknologier til afvandingsformål. Det største bevarede af disse anlæg ligger i Kinderdijk, ca. 25 km fra Rotterdam.
I 1745 fik den engelske smed Edmund Lee patent på vindrosen, og sammen med jalousier på vingerne gav det både lettelse i arbejdet og bedre kapacitet. Den tekniske udvikling omfattede ligeledes opfindelsen af finere sigter, de såkaldte tromlesigter i ca.1820.

Oprindelig var de fleste mekaniske dele, kamhjul, aksler m.v. i mølleriet tilvirket i træ. I 1754 konstruerede englænderen John Smeaton det første vingehoved i stål. I en videnskabelig artikel fra 1759 redegjorde han for eksperimenter, udført på små modeller af vand- og vindmøller, hvor den øgede effektivitet i mølleriet gennem anvendelse af stål i stedet for træ i møllernes gangtøj blev underbygget. Internationalt anerkendte eksperter har vurderet, at den øgede effektivitet, som Smeatons eksperimenter tilførte mølleriet, var en afgørende faktor i Den industrielle revolution.
"Revolutionen" af mølleriet førte bl.a. til valsemølleriet, hvor kornet formales ved hjælp af to vandrette stålvalser med rifler på overfladen.

##### De hollandske vindmøller i Danmark
Martin Jacobs byggede i 1619 Danmarks første hollandske vindmølle for Christian 4.. De gamle møllebrug baseret på vandkraft havde nu fået konkurrence fra en effektiv type kundemøller, som var større og mere effektive.
Restriktionerne på driften af vandmøller betød, at der blev opført en række dobbeltanlæg, som er møllebrug med både en vindmølle og en vandmølle. Sådanne anlæg var ret almindelige i Europa 1700-1900. Vindmøllerne blev fortrinsvis anvendt til at male korn, mens vandmøllerne havde mange forskellige funktioner som at drive maskiner eller producere elektricitet.

## Møllernes udvikling i 1800-tallet
Den teknologiske udvikling gjorde møllebrugene i f.eks. England, Tyskland og Nordamerika til en god forretning. Dampmøllerne, som især var i vækst i England allerede fra slutningen af 1700-tallet satte yderligere skub i mølleerhvervet. I vandmøllerne installerede man turbiner, der giver en større udgangshastighed på akslen end vandhjulet. Den første effektive turbine blev fremstillet i Frankrig i 1826. I denne periode blev stenkværnene udkonkurreret af valsestole, og sigterne til rensning af melet blev finere. I USA var vindrosen som Daniel Halladay fra Vermont, USA udviklede og opnåede patent på i 1854stærkt udbredt i slutningen af 1800-tallet.
Valsemøllerne blev udviklet i midten af 1800-tallet og var medvirkende til at udkonkurrere de gamle kundemøller.

### Møllebrugene i Danmark i 1800-tallet
Efter Napoleonskrigene, som afsluttedes i 1814 mistede Danmark sine vigtigste eksportmarkeder for korn. Det danske landbrug var i en krise, som også ramte møllebrugene.
I 1824 blev der nedsat en kommission, der skulle undersøge møllebrugenes udviklingsmuligheder, og den anbefalede statslige tilskud til forbedring af møllebrugene. I 1829 oprettedes Polyteknisk Læreanstalt, som i 1838 indførte en prøve for møllere, der øgede fagets standard. Dampmøllerne, også betegnet ’’handelsmøller’’ vandt frem i samme periode, men det havde ikke megen indflydelse på vand- og vindmølleriet, som betjente en hel anden kundekreds. Handelsmøllerne afsatte primært deres produkter i udlandet og i de større byer, mens vand- og vindmøllerne var kundemøller for bønderne. De forskellige initiativer til støtte for mølleriet var medvirkende til at skabe den vækst, som førte til en stor europæisk efterspørgsel efter danske afgrøder i Kornsalgsperioden. 
I 1849 ophævede England tolden på indførsel af korn, og konjunkturerne var gunstige for samhandelen i Europa. Den danske korneksport fordobledes i løbet af ca. 20 år og andre landbrugsprodukter fulgte med. Velstanden blandt de danske bønder betød også, at der i de følgende årtier blev der opført mange nye vindmøller i Danmark. De fleste af disse var kundemøller, og det giver et indtryk af deres udbredelse, at der alene i Holbo Herred blev opført 9 nye vindmøller i perioden 1830-1900, mens 6 møller var af ældre dato.
I 1852 blev møllerecessens tvangsbestemmelser ophævet med en overgangsperiode på 10 år. Den større frihed for møllebrugene blev understøttet af "Lov indeholdende nogle Bestemmelser angaaende Handel med Kornvarer og Brød" fra 15. april 1854. Nu bedredes muligheden for at drive de mindre møller rentabelt. Allerede i § 1 fastlagde loven, at "Handel med uformalede Kornvarer skal i Kjøbstæderne være aldeles fri, saa at det skal staae Enhver, uden Hensyn til Hjemsted, Næringsberettigelse eller Torvetvang frit at indkjøbe, falholde og afhænde alle uformalede Kornvarer, være sig Ax- eller Bælgkorn, i store eller smaa Partier. ..." Vigtigere var imidlertid § 2: "Paa Landet skulle Alle, som der ere bosiddende, have Ret til at indkjøbe, falholde og afhænde saavel formalede som uformalede Kornvarer som Brød, ...". Her åbnedes således muligheder for handel uden for købstæderne, selv om loven også satte visse begrænsninger herfor. I 1862 blev de sidste begrænsninger ophævet, og møllerne kunne nu supplere indtægten fra malingen af korn med forarbejdning og salg af andre produkter, f.eks. brændevin, urtekram og slagtervarer, ofte suppleret med et brødudsalg. De gode konjunkturer og den frie etableringsret betød, at vand– og vindmøllernes samlede antal blev øget fra 1700 til 2800 i perioden fra 1840 til 1897. Der opstod der en stor indbyrdes konkurrence, ligesom dampmøller med industrielt præg skærpede konkurrencen. Rentabiliteten i møllebrugene blev yderligere forbedret i slutningen af det 19. århundrede, hvor en del møller blev udstyret med en motor og derfor kunne anvendes til en bred vifte af energiproduktion.
Forudsætningen for den positive udvikling var korneksporten, og den blev i løbet af 1870’erne ramt af faldende priser på verdensmarkedet. De danske bønder reagerede ved storstilet omlægning fra vegetabilsk til animalsk produktion. Denne udvikling blev i slutningen af århundredet understøttet af andelsbevægelsens etablering og vækst. Dampmøllerne omlagde produktionen og satsede på det indenlandske marked, og mange kundemøller blev udkonkurreret i sektoren for formaling af brødkorn og måtte for at overleve producere foder.
Fra begyndelsen af 1870’erne, hvor man rundt omkring i Danmark efter tabet af Hertugdømmerne startede mange landvindingprojekter, blev det almindeligt at anvende pumpemøller til afvanding af sumpede områder. Mange af disse var af grundkonstruktion helmurede tårnmøller.
Gårdmøllerne fik deres gennembrud omkring år 1900 og var stærkt medvirkende til, at de hollandske vindmøller ikke længere var rentable som kornmøller. Nogle mølleejere søgte at supplere indtægterne, f.eks. med handel med korn og foderstoffer, men mange andre indstillede driften. Også de industrielle møller, som kunne arbejde kontinuerligt uden hensyntagen til vejrforholdene, fordi de blev drevet ved motorkraft, var vanskelige at konkurrere med. De hollandske møller blev derfor nedlagt, når de var beskadigede af brande eller stormskader, eller når de krævede større reperationsarbejder. Sulkendrup Mølle, som er omtalt i annalerne fra 1425, var den sidste erhvervsaktive vandmølle i Danmark. Den blev nedlagt i 2001, men der arbejdes i 2025 på at restaurere den. Nogle få hundrede af de store, gamle vind – og vindmøller er bevaret og er typisk indrettede som museer, der giver publikum et indtryk af, hvorledes møllebrugene fungerede. På møllernes dag, der afholdes hvert år den tredje søndag i juni, er op mod 100 møller i drift.